# Estación de Tres Cantos
Tres Cantos es una estación de ferrocarril situada en el municipio español de Tres Cantos, en la Comunidad de Madrid. Las instalaciones ferroviarias están ubicadas entre la calle de El Granizo y la Ronda de Europa. También se encuentra cerca de la avenida de los Labradores, una de las vías principales. Tres Cantos forma parte de la línea C-4 de Cercanías Madrid.

## Situación ferroviaria
La estación forma parte de la línea férrea de ancho ibérico Madrid-Burgos, situada en su punto kilométrico 15,0. Está situada a 743,77 metros de altitud, entre las estaciones de El Goloso y Colmenar Viejo. El tramo es de vía doble y está electrificado.

## Historia
La estación entró en servicio en 1991, tras la inauguración del ramal ferroviario entre Tres Cantos y Cantoblanco que suponía de hecho una duplicación del trazado de la línea Madrid-Burgos. Tres Cantos ha sido cabecera de la línea C-1 desde principios de la década de 1990 hasta la apertura del ramal de Cantoblanco a Alcobendas y San Sebastián de los Reyes —en 2001—, momento en que se desviaron los trenes de la línea C-1 por el ramal en cuestión. En esa época se amplió la C-10 de Chamartín a Tres Cantos los días laborables para compensar la pérdida de frecuencia tras la apertura de ese ramal.
La línea C-7b llegó a Tres Cantos en 1996 con la apertura del Pasillo Verde, ya reformado este para la circulación de cercanías. El 25 de julio de 2002, con la apertura de la prolongación del servicio de Cercanías hasta Colmenar Viejo, se llevó hasta dicha estación la línea C-7b, de manera que desde esa fecha sólo fue cabecera de la línea C-10 los días laborables. Desde enero de 2005, con la extinción de la antigua RENFE, el ente Adif pasó a ser el titular de las instalaciones ferroviarias. A partir del 9 de julio de 2008 dejaron de prestar servicio las líneas C-7b y C-10 para hacerlo la C-4.

## Accesos
Vestíbulo Tres Cantos
- Tres Cantos Plaza de la Estación, 1

## Líneas y conexiones

### Cercanías
| procedencia/destino | < estación     | Línea | estación > | destino/procedencia |
| ------------------- | -------------- | ----- | ---------- | ------------------- |
| Colmenar Viejo      | Colmenar Viejo |       | El Goloso  | Parla               |

### Autobuses
| Diurnos |                                             |                                      |          |
| Línea   | Destino                                     | Parada                               | Operador |
| 1       | Circular (>Av. Viñuelas-Av. Colmenar Viejo) | 09698 Pza. Estación-Est. Tres Cantos | ALSA     |
| 3       | Soto de Viñuelas                            | 09698 Pza. Estación-Est. Tres Cantos | ALSA     |
| 4       | Nuevo Tres Cantos                           | 09698 Pza. Estación-Est. Tres Cantos | ALSA     |
| 5       | Av. Viñuelas                                | 09698 Pza. Estación-Est. Tres Cantos | ALSA     |
| 2       | Circular (>Av. Colmenar Viejo-Av. Viñuelas) | 09692 Pza. Estación-Est. Tres Cantos | ALSA     |
| 5       | Nuevo Tres Cantos                           | 09692 Pza. Estación-Est. Tres Cantos | ALSA     |

| Diurnos   |                                                    |                                                 |                  |
| Línea     | Destino                                            | Parada                                          | Operador         |
| 723       | Colmenar Viejo                                     | 09692 Pza. Estación-Est. Tres Cantos (Cabecera) | Interbus         |
| 721       | Madrid (Plaza de Castilla)                         | 06633 Ctra. M607 - Est. Tres Cantos             | Interbus         |
| 722       | Madrid (Plaza de Castilla)                         | 06633 Ctra. M607 - Est. Tres Cantos             | Interbus         |
| 724       | Madrid (Plaza de Castilla)                         | 06633 Ctra. M607 - Est. Tres Cantos             | Interbus         |
| 725       | Madrid (Plaza de Castilla)                         | 06633 Ctra. M607 - Est. Tres Cantos             | Interbus         |
| 726       | Madrid (Plaza de Castilla)                         | 06633 Ctra. M607 - Est. Tres Cantos             | Interbus         |
| 876       | Madrid (Plaza de Castilla)                         | 06633 Ctra. M607 - Est. Tres Cantos             | Francisco Larrea |
| 721       | Colmenar Viejo                                     | 20682 Ctra. M607 - Est. Tres Cantos             | Interbus         |
| 722       | Colmenar Viejo (Navallar)                          | 20682 Ctra. M607 - Est. Tres Cantos             | Interbus         |
| 724       | Manzanares el Real - El Boalo                      | 20682 Ctra. M607 - Est. Tres Cantos             | Interbus         |
| 725       | Miraflores de la Sierra - Bustarviejo - Valdemanco | 20682 Ctra. M607 - Est. Tres Cantos             | Interbus         |
| 726       | Guadalix de la Sierra - Navalafuente               | 20682 Ctra. M607 - Est. Tres Cantos             | Interbus         |
| 876       | Moralzarzal - Collado Villalba                     | 20682 Ctra. M607 - Est. Tres Cantos             | Francisco Larrea |
| Nocturnos |                                                    |                                                 |                  |
| Línea     | Destino                                            | Parada                                          | Operador         |
| N702      | Madrid (Plaza de Castilla)                         | 06633 Ctra. M607 - Est. Tres Cantos             | Interbus         |
| N702      | Colmenar Viejo                                     | 20682 Ctra. M607 - Est. Tres Cantos             | Interbus         |